# Карнисеро, Антонио
Антонио Карнисеро Мансио (исп. Antonio Carnicero Mancio; 10 января 1748, Саламанка — 21 августа 1814, Мадрид) — испанский художник неоклассического стиля, график и театральный декоратор. Придворный художник нескольких испанских королей.

## Жизнь и творчество
Родился в семье скульптора Александра Карнисеро. В следующем году после его рождения отец переезжает в Мадрид для выполнения серии скульптур для королевского дворца. Первые уроки художественного творчества Антонио получил под руководством отца, затем, в 1758 году, начинает учёбу в Королевской академии изящных искусств Сан-Фернандо. В возрасте 12 лет, вместе со своим братом Исидро, он отправляется в Рим для продолжения обучения живописи. В 1766 году Антонио возвращается в Мадрид, где выполняет заказы как светских и религиозных учреждений, так и частных лиц. Начиная с 1775 года он работает как театральный художник над оформлением сцены для спектаклей в королевских Театро де ла Крус и Театро дель Принсипе. Между 1780 и 1782 годами работает по заказу Королевской академии над иллюстрированием издания «Дон Кихота». Известность ему приносит в первую очередь серия цветных рисунков Костюмы Испании и Индий (латиноамериканские владения Испании тогда именовались «Индией»). В 1788 году он выпускает серию портретов знаменитых испанцев, в 1790 — альбом гравюр с изображениями сцен боя быков. Одним из наиболее известных работ художника является большое полотно «Коронация Альфонса XI и его супруги, королевы Марии». Также известность получили две его картины, посвящённые новому тогда виду передвижения — воздухоплаванию, продемонстрированному в парке Аранхуэс 5 июня 1784 года в присутствии испанского королевского двора.
В 1796 году Антонио Карнисеро удостаивается звания придворного художника у короля Карла IV. Начиная с этого времени он рисует преимущественно портреты членов королевской фамилии, министров и придворных. Среди его заказчиков — фаворит Мануэль Годой и Педро Родригес Кампоманес, а также принц Астурийский Фердинанд, будущий король Фердинанд VII. В связи с заговором с целью свержения короля Карла IV был арестован 7 ноября 1807 года и провёл в тюрьме более 10 дней, пока не была доказана его непричастность к этому делу. После занятия Испании французскими войсками Карнисеро, при помощи Франциско Гойи, сохраняет должность придворного художника уже у нового правителя страны, Жозефа Бонапарта. После восстановления власти Бурбонов художник за сотрудничество с врагами был удалён от двора. Скончался за несколько дней до своего официального помилования указом короля Фердинанда VII.
- Портрет Карл IV в доспехах (1789)
- Портрет Висенте де Эмпаран Орбе (1777)
- Портрет Фердинанд VII (1808)
- Портрет Марии Луизы Пармской (1789)
- Святой Франциск, проповедующий птицам (1788-1789)
- Возвращение Дон-Кихота, иллюстрация к произведению М.Сервантеса (1778)